# Klöverbräknar
Klöverbräknar (Marsilea) är ett släkte som ingår i familjen klöverbräkenväxter.

## Bildgalleri

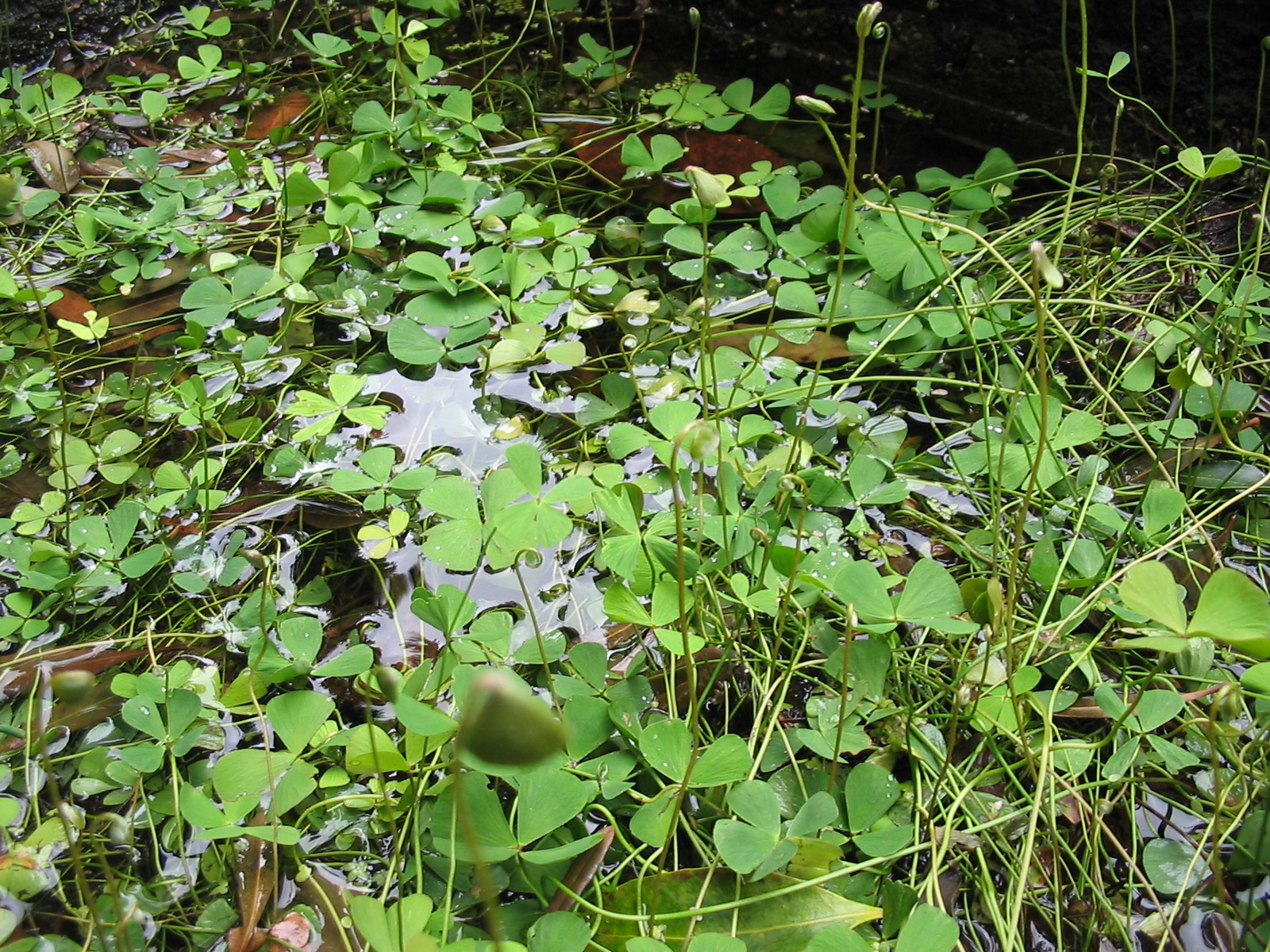

## Dottertaxa till klöverbräknar, i alfabetisk ordning[2]
- Marsilea aegyptiaca
- Marsilea aethiopica
- Marsilea ancylopoda
- Marsilea angustifolia
- Marsilea apposita
- Marsilea azorica
- Marsilea batardae
- Marsilea berhautii
- Marsilea botryocarpa
- Marsilea burchellii
- Marsilea capensis
- Marsilea condensata
- Marsilea coromandeliana
- Marsilea costulifera
- Marsilea crotophora
- Marsilea cryptocarpa
- Marsilea deflexa
- Marsilea distorta
- Marsilea drummondii
- Marsilea ephippiocarpa
- Marsilea exarata
- Marsilea fadeniana
- Marsilea farinosa
- Marsilea fenestrata
- Marsilea fimbriata
- Marsilea gibba
- Marsilea hirsuta
- Marsilea latzii
- Marsilea leiocarpa
- Marsilea macrocarpa
- Marsilea macropoda
- Marsilea megalomanica
- Marsilea microphylla
- Marsilea minuta
- Marsilea mollis
- Marsilea mutica
- Marsilea nashii
- Marsilea nubica
- Marsilea oligospora
- Marsilea perrieriana
- Marsilea polycarpa
- Marsilea quadrata
- Marsilea quadrifolia
- Marsilea scalaripes
- Marsilea schelpeana
- Marsilea strigosa
- Marsilea subangulata
- Marsilea subterranea
- Marsilea trichopoda
- Marsilea unicornis
- Marsilea vera
- Marsilea vestita
- Marsilea villifolia
- Marsilea villosa